# Hagen von Tronje (Hohlbein)
Hagen von Tronje ist ein 1986 erschienener Roman von Wolfgang Hohlbein. Er basiert auf der Nibelungensage, verbindet diese aber mit Elementen aus anderen Sagenkreisen und seiner freien Interpretation des Stoffes.

## Handlung
Als Hagen von Tronje, Waffenmeister am Hofe von Worms, von einer Reise zu den Grenzen des Reiches in Burgund nach Worms zurückkehrt, begegnet er einer alten Hexe, die ihm prophezeit, dass eine Frau sein Schicksal bestimmen und ihm den Untergang bringen wird.
Er wird von bösen Ahnungen gequält, und die Ankunft des strahlenden Recken Siegfried, Drachentöter, Herr des Nibelungenreiches und Besitzer des sagenumwobenen Nibelungenhortes, und seiner Nibelungenreiter scheinen diese zu bestätigen. Obwohl dieser gekommen ist, um die Krone von Gunther dem König zu fordern, schließen sie Frieden und er bleibt ein Jahr lang zu Gast auf Worms. Schließlich kommen Boten der Brüder Lüdeger und Lüdegast, Könige des Sachsen- und Dänenlandes, und erklären den Burgundern den Krieg. Außerdem findet Hagen heraus, dass Siegfried und Kriemhild, die Schwester Gunthers, sich schon länger treffen und sich lieben. Dies ist auch für Siegfried ein Grund, den Burgundern seine Hilfe anzubieten.
Die Burgunder beschließen, das Heer der Dänen anzugreifen, bevor sie sich mit den Sachsen vereinigen können, und mit dem Vorteil der Überraschung gelingt es ihnen, den dänischen König gefangen zu nehmen, die Sachsen zu schlagen und deren König ebenfalls als Geisel mit nach Worms zu nehmen. Während der Schlacht wird Hagen schwer verwundet, verliert ein Auge und liegt lange im Fieber, bevor er sich wieder langsam erholt.
In der Zwischenzeit hat sich Siegfried in die Herzen der Stadtbewohner geschlichen, denn ohne ihn wäre der Krieg verloren gewesen. Sein Ansehen ist mittlerweile größer als das des Königs, wodurch dessen Macht schrumpft. Hagen versucht verzweifelt, eine Lösung zu finden, was aber durch seinen Treueeid zum König und seinem Versprechen zu Kriemhild, auf Siegfried achtzugeben, erschwert wird.
Als dann Siegfried bei der Siegesfeier um Kriemhilds Hand anhält, sagt Gunther auf Hagens Rat hin, er könne Kriemhild heiraten unter der Bedingung, dass dieser ihm helfe, Brunhild, eine mächtige Walküre, in seinem Namen zu freien, was noch keinem gelungen ist.
Siegfried scheint vorerst geschlagen, aber nach einem Jahr machen er, Gunther, Hagen und dessen Bruder Dankwart sich auf nach Island, um Brunhild zu werben. Diese akzeptiert nur, wenn der Freier sie im Dreikampf schlägt – Steinwurf, Bogen und Schwertkampf. Mit Hilfe eines Zaubers täuscht Siegfried Brunhild und gewinnt die Spiele anstelle von Gunther, der sie heimführt.
Wieder in Worms merkt Hagen, dass er Kriemhild liebt, deren Hochzeit bald ist. Er kann den Schmerz nicht ertragen und läuft davon. Er kehrt aber bald zurück, denn er hat geschworen, Siegfried zu töten, wenn er Kriemhild Schmerz zufügen sollte, und dieser betrügt sie mit Brunhild. Hagen ertappt die beiden im Schlafgemach und kann Siegfried überwältigen, tötet ihn aber nicht, sondern fordert ihn zum Zweikampf.
Am nächsten Morgen kämpfen beide miteinander, Hagen mit Siegfrieds Zauberschwert Balmung, das er ihm abgenommen hat und das ihm Kraft einflößt. Obwohl Balmung Siegfrieds Hiebe von selbst aufzufangen scheint und sie erwidert, droht Hagen zu unterliegen – da durchbohrt Gunther, der sich heimlich hinzugesellt hat, Siegfried mit einem Speer an der einzigen Stelle, wo dieser verwundbar ist, und tötet ihn.
Hagen nimmt die Schuld auf sich, um Gunther zu schützen und wird dadurch von Kriemhild gehasst. Während der Bestattung von Siegfried stürzt sich Brunhild in den brennenden Scheiterhaufen, um dem Schmerz zu entrinnen, denn sie hat Siegfried geliebt. Kriemhild macht Hagen dafür verantwortlich und verspricht ihm, sich zu rächen. So scheiden sie.

## Hauptfiguren
Hagen von Tronjeist von normalem Wuchs und durchschnittlicher Statur. Er hat ein kantiges Gesicht, von tiefen Linien durchzogen, und einen sorgsam gestutzten Vollbart. Er trägt normalerweise die Tracht seiner Heimat, die bis auf den schmucklosen, roten Umhang ganz schwarz ist. Er hat graue, düstere Augen.
Hagen ist der Waffenmeister König Gunthers von Burgund und unterstützt diesen tatkräftig. Er bleibt in Worms, obwohl er eigentlich selbst Herrscher in Tronje sein könnte. Er hat einen freundlichen, guten Charakter, ist aber immerzu in Sorge und neigt zu Pessimismus. Er muss viele Entscheidungen treffen und gerät deshalb oft in Konflikte. Er versucht immer, alles zum Guten zu wenden, scheint aber stets die falsche Entscheidung zu treffen zwischen Treue und Liebe.
Siegfried von Xantenist groß und breitschultrig und hat schulterlanges, leicht gewelltes Haar. Er trägt als Waffe das berühmte Schwert Balmung, ein gewaltiges, zweischneidig geschliffenes Schwert. Er ist der Herrscher des Nibelungenreiches, Besitzer des sagenumwobenen Nibelungenhortes und Drachentöter. Er ist nahezu unverwundbar, nur eine kleine Stelle zwischen den Schulterblättern ist ungehörnt, denn da lag ein Lindenblatt, als er im Blut des Drachen badete. Er wird als Kind im Körper eines zürnenden Gottes beschrieben, als barbarischer Schlächter, der seine schlichte Schlauheit nur auf das Schlachtfeld bezieht und sonst in intellektuellen Fragen hinter Hagen zurücktritt, wobei er aber auf keinen Fall als dumm gelten soll. Er liebt Kriemhild und damit fängt die Geschichte eigentlich an.
Kriemhild von Wormsist die Schwester König Gunthers und Tochter von Ute. Sie ist von unglaublicher Schönheit und viele Männer werben um sie, aber sie weist alle zurück, bis Siegfried kommt. Sie entbrennt in Liebe zu ihm und beide heiraten. Kriemhild ist von eher zierlicher Gestalt und dennoch kraftvoll. Nach dem Tod ihres geliebten Mannes schwört sie Rache und ist von Hass und Zorn erfüllt. Kriemhild ist der eigentliche Grund für all das Leid.
Gunther von Wormsist der König der Burgunder und der älteste von drei Söhnen Dankrats. Er ist sehr jung und auf eine sanfte Art schwach, dennoch mit Hagens Hilfe ein guter König. Mit seinen Brüdern Gernot und Giselher herrscht er gut und gerecht über das Reich und wahrt den Frieden. Seine Mutter ist Ute und seine Schwester die liebreizende Kriemhild. Seine Liebe gilt der Walküre Brunhild, die er heiratet.

## Hintergrund
Die Geschichte basiert auf dem Nibelungenlied, einer mittelalterlichen Versdichtung. Hagen von Tronje, oft volkstümlich als finstere Gestalt mit zweifelhaften Motiven interpretiert, wird zu einem Menschen, der aufgrund seines Ehrenkodexes und seiner Gefühle handelt und entscheidet, und der sich lange weigert, das zu tun, was letztlich sein Schicksal bestimmt. Hohlbein nähert sich damit der ursprünglichen Gestalt Hagens, der auch in den germanischen Sagenüberlieferungen und im Nibelungenlied eine zwiespältige, ebenso höfisch ehrbare wie oft brutal handelnde Figur ist.
Die Geschichte der Nibelungensage erfährt kleine dichterische Abwandlungen. Siegfried, der schillernde und makellose Held aus der Sage, wird hier etwa als selbstverliebter, arroganter junger Mann dargestellt, der meint, alles haben zu können, was er begehrt. Das Buch endet mit dem Tod Siegfrieds.

## Verfilmung
2024 wurde der Roman von Cyrill Boss und Philipp Stennert unter dem Titel Hagen – Im Tal der Nibelungen verfilmt. Die Titelrolle des Hagen spielt der niederländische Schauspieler Gijs Naber.